# Jupiter LXXII
Jupiter LXXII, cunoscut inițial ca S/2011 J 1, este un satelit natural al lui Jupiter . A fost descoperit de Scott Sheppard⁠(d) în 2011.   Aparține grupului Carme .
Acest satelit a fost pierdut după descoperirea sa în 2011.     Recuperarea sa a fost anunțată pe 17 septembrie 2018. 